# 会议旅游

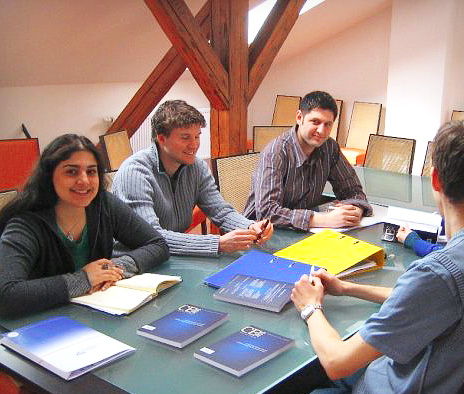
在度假勝地開會的人士

會議旅遊在进行会议以后或者以前而进行的旅游活动，可以是在本地区会议以前而进行的奖励旅游而出國旅遊或者是区域旅游，也可以是在旅游目的地会议前或者会议后进行的旅游活动，会议目的和旅游活动是有关联且前后发生的。
如今，为了增强企业的凝聚力，激励员工发挥出最大的潜能为公司服务，许多企业逐渐加强了公司年会会议与奖励旅游相结合的国际化先进管理意识，越来越多的企业公司将年会选在一个旅游目的地进行，这样，在召开年会的同时，也对公司即企业所有员工举办一次集体旅游活动，这不仅可以让每年一次的年会每年不一样，令员工印象深刻，同时也让员工在一年的紧张工作后，借此机会放松休憩，以便来年更好地为公司企业做贡献。